# Žofia Čekanová
Žofia Čekanová (19. prosince 1919 – ???) byla slovenská a československá politička Komunistické strany Slovenska a poúnorová poslankyně Národního shromáždění ČSSR.

## Biografie
Ve volbách roku 1960 byla zvolena za KSS do Národního shromáždění ČSSR za Východoslovenský kraj. V parlamentu setrvala až do konce funkčního období, tedy do voleb roku 1964.
V letech 1953–1957 se uvádí jako členka Ústředního výboru Komunistické strany Slovenska či účastnice plenárních zasedání ÚV KSS.